# ناتاليا كوريا
ناتاليا كوريا (بالبرتغالية: Natália Correia‏) من مواليد (13 سبتمبر عام 1923، في البرتغال، وتوفى في 16 مارس عام 1993، لشبونة في البرتغال)؛ صحفية، كاتِبة، سياسية وشاعرة برتغالية.

## روابط خارجية
- ناتاليا كوريا على موقع ميوزك برينز (الإنجليزية)
- ناتاليا كوريا على موقع ديسكوغز (الإنجليزية)